# تشنج الوجه الشقي
تشنج الوجه الشقي (اختصارًا HFS) هو مرضٌ عصبي عضلي نادر يتميز بحدوث تقلصات عضلية غير منتظمة لا إرادية (تشنجات) في جانب واحد (نصفي) من الوجه (-وجهي). يتحكم العصب الوجهي (العصب القحفي السابع) في عضلات الوجه، إذ ينشأ من جذع الدماغ ويخرج من الجمجمة أسفل الأذن حيث ينقسم إلى خمسة فروع رئيسية.
يتخذ هذا المرض شكلين: نموذجي وغير نموذجي. في الشكل النموذجي، يبدأ الارتعاش عادة في الجفن السفلي في العضلة الدويرية العينية. مع مرور الوقت، ينتشر إلى الجفن كاملًا، ثم إلى عضلة الفم الدائرية حول الشفتين، والعضلة المبوقة في منطقة عظم الوجنة. تحدث عملية الارتعاش العكسي في التشنج النصفي غير النموذجي. يبدأ الارتعاش في عضلة الفم الدائرية حول الشفتين، والعضلة المبوقة في منطقة عظم الوجنة في أسفل الوجه، ثم يتقدم إلى العضلة الدويرية العينية في الجفن مع مرور الوقت. يعد الشكل النموذجي الشكل الأكثر شيوعًا، في حين يُلاحظ الشكل غير النموذجي لدى نحو 2-3% من المرضى المصابين بتشنج الوجه النصفي. تبلغ نسبة حدوث تشنج الوجه النصفي نحو 0.8 لكل 100,000 شخص.
يحدث المرض لدى الرجال والنساء على حد سواء، رغم أنه يصيب النساء في سن منتصف العمر والمسنات على نحو أكثر تواترًا. يعد تشنج الوجه النصفي أكثر شيوعًا لدى بعض الشعوب الآسيوية. قد ينتج عن إصابة في العصب الوجهي أو ورم أو قد لا يكون له سبب واضح. من النادر أن يُصاب الأفراد بتشنج وجهي ثنائي الجانب.

## العلامات والأعراض
تتمثل العلامة الأولى لتشنج الوجه النصفي عادةً في حركة عضلات جفن المريض وعضلات ما حول العين. قد تختلف الحركات في شدتها. ينتشر الارتعاش المتقطع للجفن، والذي يمكن أن يؤدي إلى إغلاق العين القسري، تدريجيًا إلى عضلات الجزء السفلي من الوجه (الشكل النموذجي). في الشكل غير النموذجي، تبدأ التشنجات في منطقة عظم الوجنة وتنتشر إلى الجفن. في النهاية، تتأثر جميع العضلات الموجودة على هذا الجانب، طوال الوقت تقريبًا. يؤدي هذا الأمر أحيانًا إلى ميلان الفم إلى أحد الجانبين. ربط الخبراء تشنج الوجه النصفي بإصابة العصب الوجهي وشلل بل والأورام. على الرغم من أن السبب الأكثر شيوعًا هو وجود وعاء دموي يضغط على العصب الوجهي في مكان خروجه من جذع الدماغ، قد لا يظهر سبب معروف في بعض الأحيان. حين يكون عمر الفرد المصاب أقل من 40 عامًا، يشتبه الأطباء في وجود سبب مستبطن مثل التصلب المتعدد.